# Riera del Molinet
La Riera del Molinet és un curs fluvial del terme de Reus a la comarca catalana del Baix Camp.
És la continuació cap a sud de l'antic Torrent de la Vila, ara conegut com la Rambla o la Riera de Miró. Se la comença a denominar del Molinet quan surt de la zona urbana, més enllà del carrer de Cambrils, i no canvia de nom encara que es troba amb el barranc del Martí o Barranc del Cementiri. Passa vora de l'enrunat Mas de Sostres i del Mas de la Barberana i s'ajunta seguidament, en un punt per sota d'on es troben la T-11, la C-14 i l'autovia de Bellissens, amb la Riera del Pi de Bofarull formant la Riera del Mas de Sostres. En part havia estat transitada per l'antic camí de Tarragona.